# Font del Ferro (Girona)
La Font del Ferro és una font de Girona inclosa a l'Inventari del Patrimoni Arquitectònic de Catalunya.

## Descripció
Un paratge natural forma una plaça on al fons se situa la font. S'hi accedeix a través d'un pont que travessa una riera i d'una portalada de pedra i obra vista (arc rebaixat). La font està per sota del nivell general. Té bancs al voltant, adossats al muret de conteniment de la font. Aquesta es tracta d'un pou amb una llinda amb la inscripció: MANSO PI / AIGUA FERRUGINOSA / 1862. Al costat hi ha el broc de la font. El pou és tancat per nua reixa. L'espai està arranjat amb taules i bancs per a berenar, més actuals.

## Història
Al 1980 s'arreglà el lloc i s'obrí un nou brollador. Antigament s'havia construït el pont d'accés per evitar els aiguats del torrent Estela.